# Poenulus
El Poenulus es una comedia latina compuesta por Tito Maccio Plauto, probablemente entre los años 195 y 189 a. C.
El título suele traducirse literalmente como El pequeño cartaginés o como El pequeño púnico, aunque también ha sido traducido en alguna ocasión, de manera más libre, como El ladino cartaginés.
Inspirada en una obra griega anterior, probablemente en Ὁ Καρχηδόνιος (ho Karkhēdónios, El cartaginés), atribuida a Alexis de Turio (ca. 375-275 a. C.), el Poenulus es una obra especialmente conocida en la actualidad por contener pasajes redactados en idioma púnico o cartaginés. Se trata de uno de los pocos testimonios escritos en esa lengua que se nos han conservado, y constituye una oportunidad única para acercarnos a ese idioma extinto, ya que, a diferencia de lo que sucede con las inscripciones cartaginesas escritas en alfabeto fenicio, Plauto sí anotó las vocales. A menudo, ha llamado la atención que Plauto concediera tanto peso a un extranjero, y no a un extranjero cualquiera, sino a uno procedente del pueblo cartaginés, el enemigo por excelencia de Roma en los años en los que se estrenó la pieza. Es probable que lo hiciera para poder incluir esos breves parlamentos en la obra y, de ese modo, poder divertir a su audiencia con el sonido extraño de una lengua que en nada se parecía a la latina.

## Personajes
Véase Personajes comunes de la comedia romana
Véase Personajes típicos de la comedia plautina
- El joven AGORASTOCLES (AGORASTOCLES ADULESCENS).

- El esclavo[6] MILFIÓN (MILPHIO SERVVS).

- La muchacha ADELFASIO (ADELPHASIVM PUELLA).

- La muchacha ANTERÁSTILE[7] (ANTERASTILIS PUELLA).

- El lenón LICO (LYCVS LENO).

- El militar ANTAMÓNIDES[8] (ANTAMONIDES MILES).

- TESTIGOS (ADVOCATI).

- El capataz COLIBISCO (COLLYBISCVS VILICVS).[9]

- El esclavo SINCERASTO (SYNCERASTVS SERVVS): siervo de Lico.

- El cartaginés HANÓN (HANNO POENVS).

- La nodriza GIDENIS (GIDDENIS NUTRIX).

- Un MUCHACHO (PVER).

## Localización
La obra transcurre en una calle de la ciudad griega de Calidón, en Etolia, delante de las casas de Agorastocles y Lico, y ante el templo de Venus.

## Argumento
Agorastocles es un joven cartaginés que fue raptado a la edad de siete años y que acabó siendo liberado y adoptado por un viejo misógino que lo nombró su heredero. Son vecinas suyas dos hermanas, Adelfasia y Anterástile, que también fueron raptadas de niñas, pero que corrieron peor suerte, ya que fueron compradas por un proxeneta, Lico, para convertirlas en prostitutas.
Agorastocles se enamora de una de las dos hermanas, de Adelfasia, pero Lico mortifica a los dos enamorados e impide su unión. Por eso, el joven idea un plan, con ayuda de su esclavo Milfión, para comprometer a Lico en un robo de oro. 
Al final no será necesario recurrir a ese plan, porque llega a la ciudad el cartaginés Hanón, que descubre en Agorastocles a su sobrino y reconoce en las dos hermanas a sus propias hijas, a las que creía perdidas para siempre. Gracias a este hecho inesperado, Agorastocles y Adelfasia pueden casarse.